# Noordse volksmuziek
Noordse volksmuziek is volksmuziek die zijn oorsprong vindt in Noord-Europa en dan in het bijzonder Scandinavië, waarbij veelal gebruik wordt gemaakt van traditionele instrumenten.